# Фронтов, Вячеслав Фёдорович
Вячеслав Фёдорович Фронтов (1922—1985) — генерал-майор Советской Армии, участник Великой Отечественной войны.

## Биография

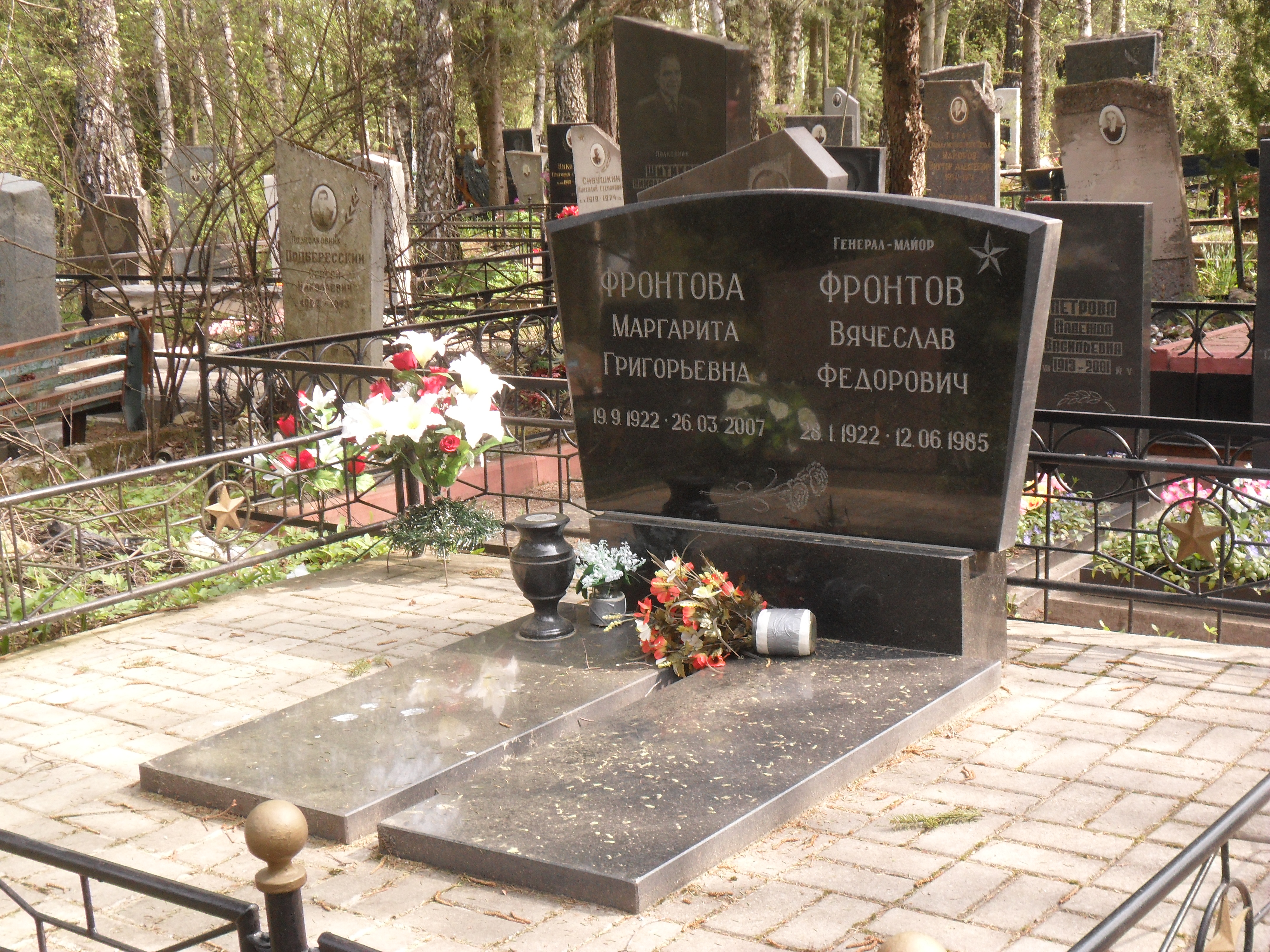
Могила Фронтова на Новом кладбище Смоленска.

Вячеслав Фёдоров родился 28 января 1922 года в деревне Филистово (ныне — Селижаровский район Тверской области). Окончил семь классов школы. В 1939 году окончил Торжокское педагогическое училище. С того же года — в Рабоче-крестьянской Красной Армии. 2 июня 1941 года окончил 2-е Ленинградское артиллерийское училище.
С начала Великой Отечественной войны — на её фронтах, первоначально командовал взводом 56-го корпусного артиллерийского полка 22-й армии Западного фронта. Неоднократно отличался в боях. Так, в сентябре 1941 года в бою на Западной Двине Фронтов лично уничтожил три вражеских артиллерийских орудия, израсходовав всего шесть снарядов. Позднее стал начальником дивизионной разведки, командиром штабной батареи. За образцовое выполнение боевой задачи был награждён командованием именными часами, а 1 мая 1942 года — Почётной грамотой Верховного Совета СССР. Как лучший командир батареи в полку он был выдвинут в конце 1942 года на должность помощника начальника штаба. С начала 1943 года Фронтов был начальником штаба 549-го миномётного полка 31-й армии. Участвовал в освобождении Смоленской области, Латвийской ССР. 10 февраля 1944 года был тяжело ранен, до июля лечился в госпитале. По возвращении в строй стал начальником штаба артиллерии 19-го гвардейского стрелкового корпуса 2-го Прибалтийского фронта.
После окончания войны Фронтов продолжил службу в Советской Армии, служил на штабных должностях в артиллерии Центральной группы войск и Белорусского военного округа. Командовал различными соединениями, в том числе 317-й тяжёлой гаубичной артиллерийской бригадой, 12-й инженерной бригадой. В 1960 году Фронтов окончил Высшие академические курсы при Военной артиллерийской академии. С того же года служил в Ракетных войсках стратегического назначения. В 1960—1970 годах был командиром 32-й ракетной дивизией 50-й ракетной армии, в 1970—1976 годах был заместителем командующего 50-й ракетной армией по тылу. В 1976 году в звании генерал-майора вышел в отставку. Проживал в Смоленске, умер 12 июня 1985 года, похоронен на аллее Почёта Нового кладбища Смоленска.

## Награды и звания
Был награждён орденами Отечественной войны I и II степеней, орденом Трудового Красного Знамени, двумя орденами Красной Звезды, орденом «За службу Родине в Вооруженных Силах СССР» III степени, а также рядом медалей.

## Память
31 августа 1967 года в Поставах Витебской области была открыта новая школа. Строительство школы инициировал В. Ф. Фронтов и принимал активное участие в организации стройки. 
В память
- На здании средней школе № 4 в г. Поставы Витебской области установлена мемориальная доска в честь В. Ф. Фронтова.
- В феврале 2022 года в средней школе № 4 в г. Поставы Витебской области прошло торжество, посвящённое 100-летнему юбилею В. Ф. Фронтова[3].
- Имя В. Ф. Фронтова присвоено средней школе № 4 в г. Поставы Витебской области (2023)[4]. Одна из экспозиций в школьном музее посвящена В. Ф. Фронтову.